# Mörkbent guan
Mörkbent guan (Penelope obscura) är en fågel i familjen trädhöns inom ordningen hönsfåglar.

## Utbredning och systematik
Mörkbent guan delas numera vanligen in i två underarter med följande utbredning:
- P. o. bronzina – östra Brasilien (Espiritu Santo till Santa Catarina)
- P. o. obscura – sydostligaste Brasilien, sydöstra Paraguay, Uruguay och nordöstra Argentina

Tidigare inkluderades yungasguanen (Penelope bridgesi) i arten, men denna urskiljs numera vanligen som egen art.

## Status
IUCN kategoriserar arten som livskraftig men inkluderar yungasguanen i bedömningen.

## Status och hot
Arten har ett stort utbredningsområde och en stor population, men tros minska i antal, dock inte tillräckligt kraftigt för att den ska betraktas som hotad. IUCN kategoriserar därför arten som livskraftig (LC).

## Bilder

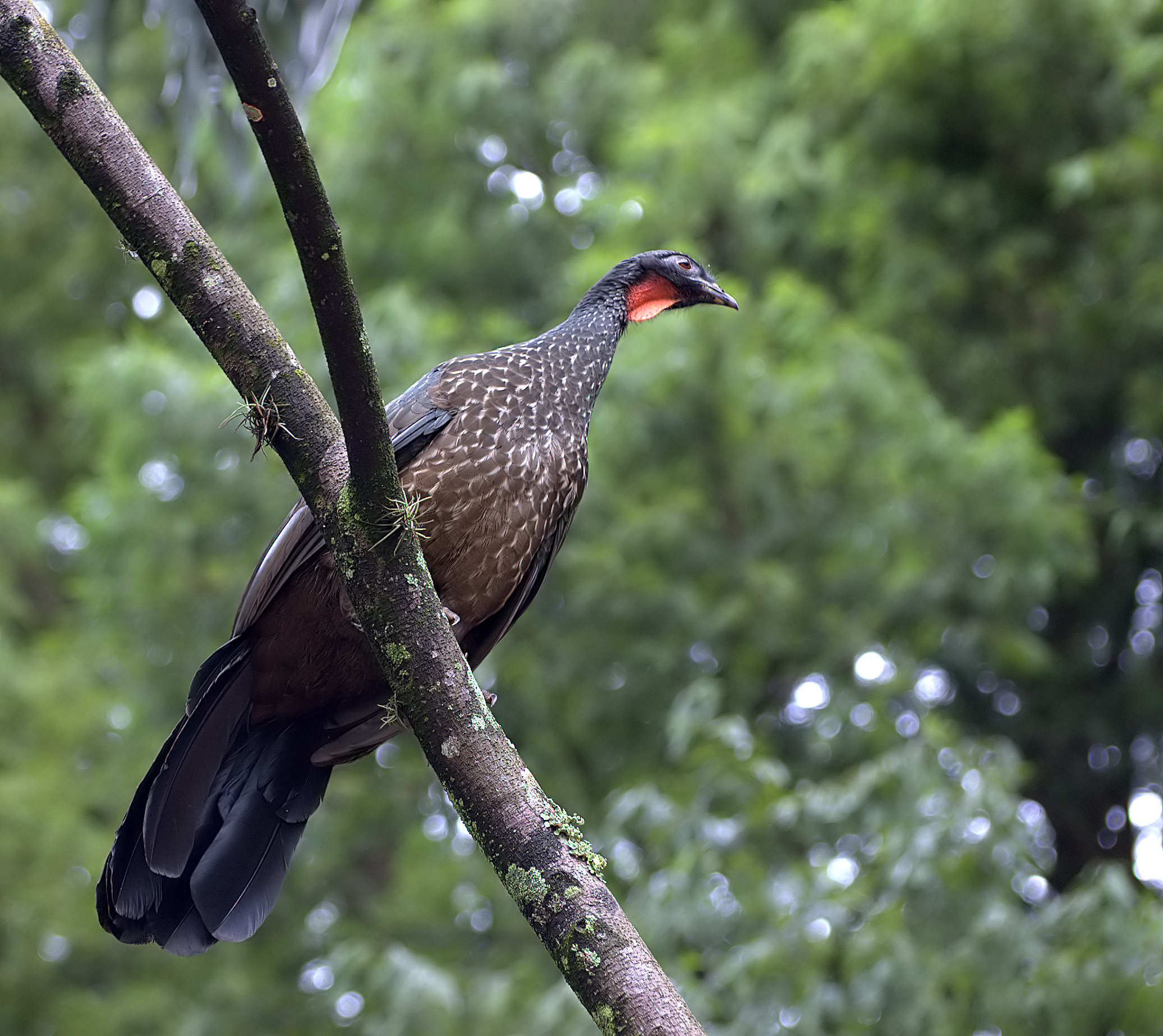
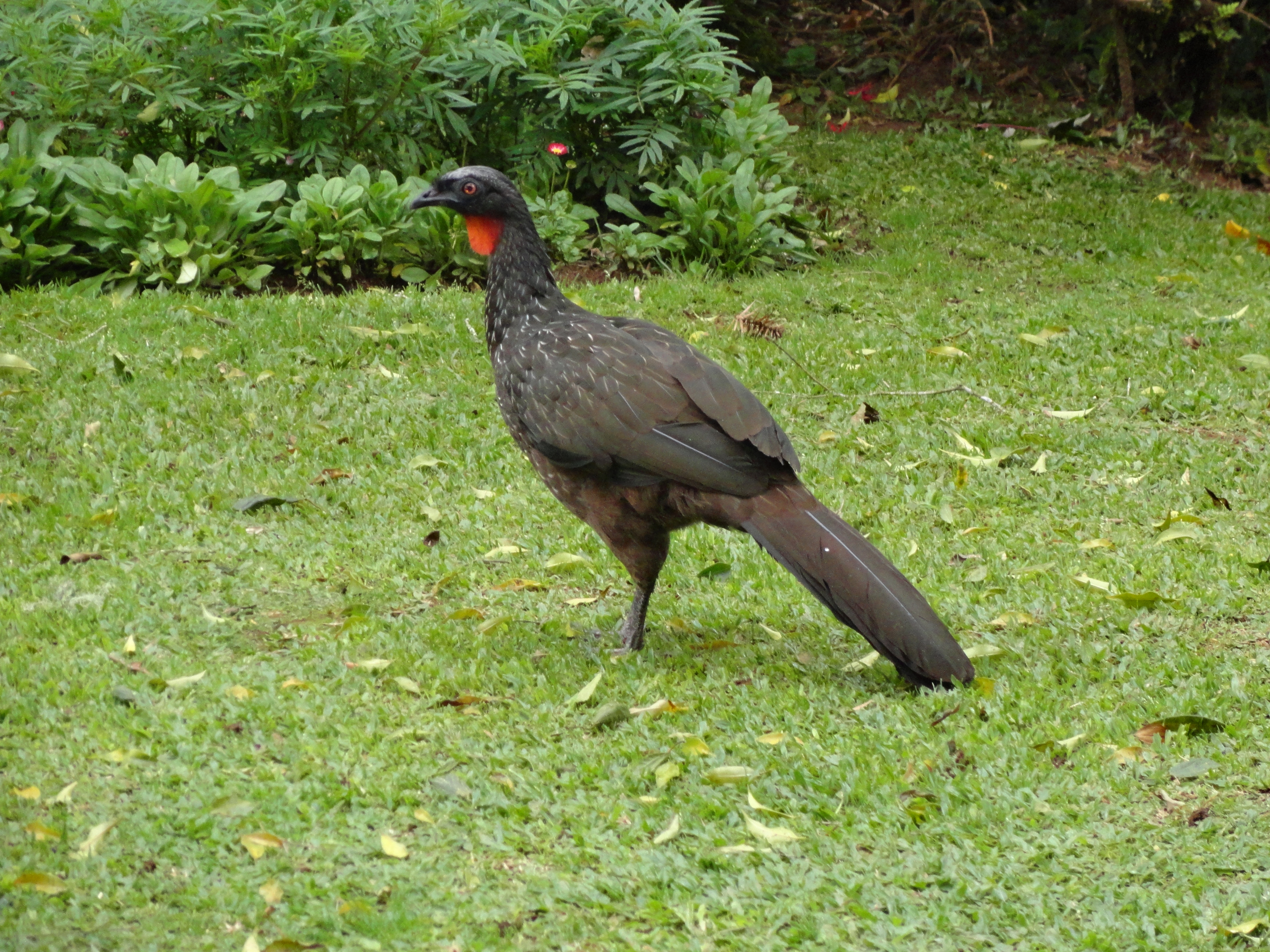
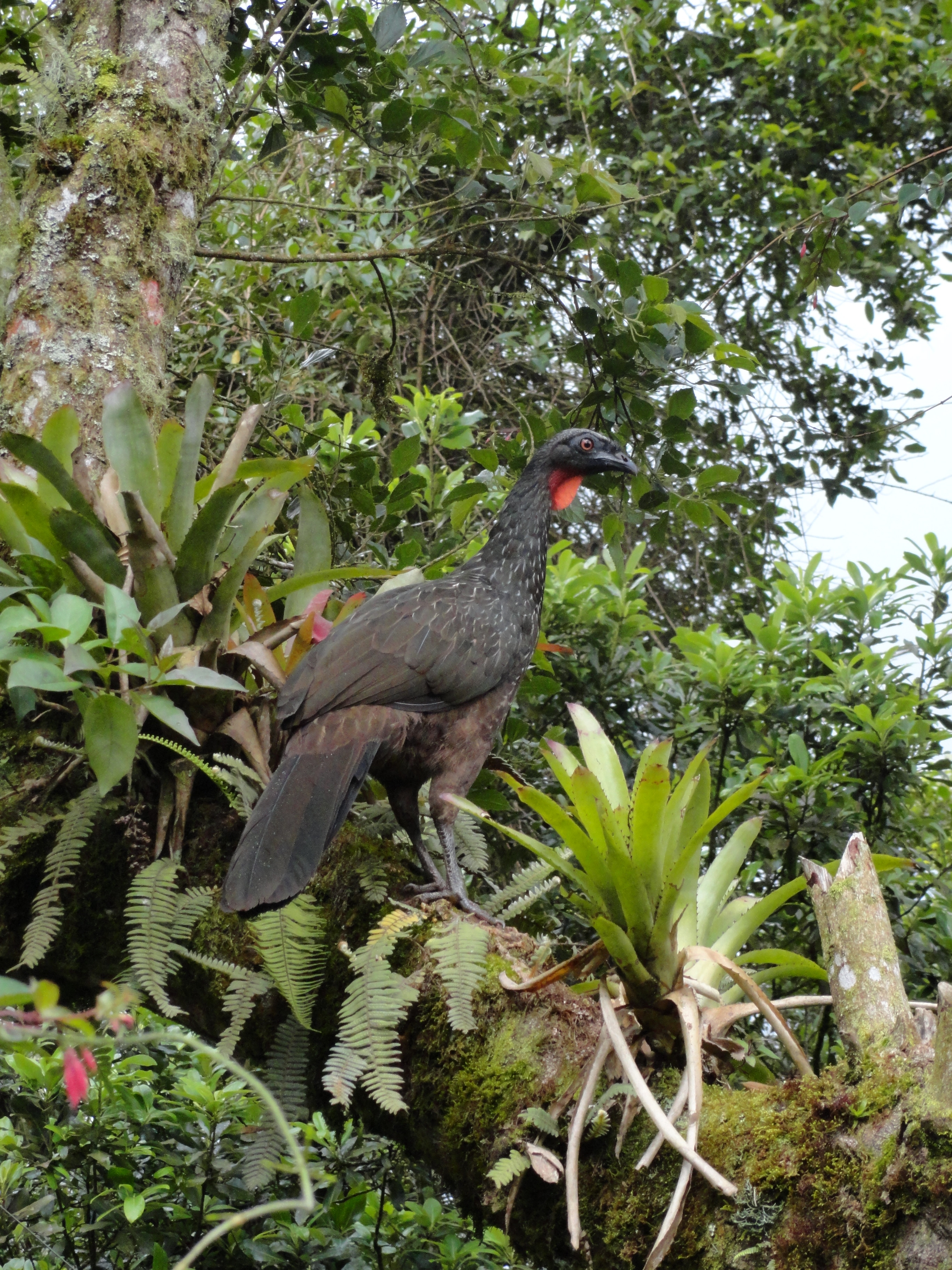